# 아세안+3

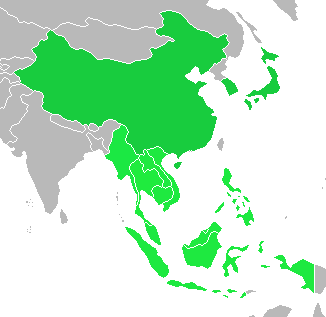
아세안+3의 구성

아세안+3(ASEAN+3)는 동남아시아 국가연합(ASEAN, Association of SouthEast Asian Nations)과 3개 국가 대한민국, 일본, 중화인민공화국을 포함한 협동 포럼이다.

## 역사
첫 정상 회담이 1997년에 열렸으며 아시아 금융 위기를 통해 그룹의 중요성이 증진되었으나, 최근에는 동아시아 정상회의(EAS)에 중요성이 가려지고 있다.

## 구성
- 10개의 아세안 국가들
  -  미얀마
  -  라오스
  -  태국
  -  캄보디아
  -  베트남
  -  필리핀
  -  말레이시아
  -  브루나이
  -  싱가포르
  -  인도네시아
- 3개의 동아시아 국가들
  -  대한민국
  -  일본
  -  중화인민공화국

## 같이 보기
- 동아시아 정상회의
- 동남아시아 국가 연합
- 아세안 경제 공동체
- 치앙마이 이니셔티브